# Osterøy (ø)
60°32′13″N 5°32′13″Ø / 60.53694°N 5.53694°Ø
 Ikke at forveksle med kommunen Osterøy
Osterøy er en ø som ligger nordøst for Bergen i Vestland fylke i Norge, omringet af Osterfjorden, Indre Osterfjorden, Sørfjorden og Veafjorden. Osterøy er den største af Norges øer som ikke vender direkte ud til havet, og har et totalt areal på 328 km². Osterøy er delt mellem kommunerne Osterøy, og Vaksdal, hvor Vaksdal kommunes andel kun er en lille del mod nordøst på den skovklædte ø.
Det bor omtrent 7.400 mennesker (pr. 2009) på Osterøy. Højeste bjerg er Høgafjellet som er 869 meter over havet.
Fredag 3. oktober 1997 blev Osterøybroen åbnet af trafikminister Sissel Rønbeck. Osterøy blev første gang landfast i 1985 da Kallestadsundet bro i Vaksdal kommune stod færdig.